# Charlotte a Danemarcei
Prințesa Louise Charlotte a Danemarcei (30 octombrie 1789 – 28 martie 1864) a fost prințesă a Danemarcei.
S-a născut la Palatul Christiansborg ca fiică a Prințului Frederic al Danemarcei și Norvegiei și a Sofiei Frederica de Mecklenburg-Schwerin.

## Căsătorie și copii

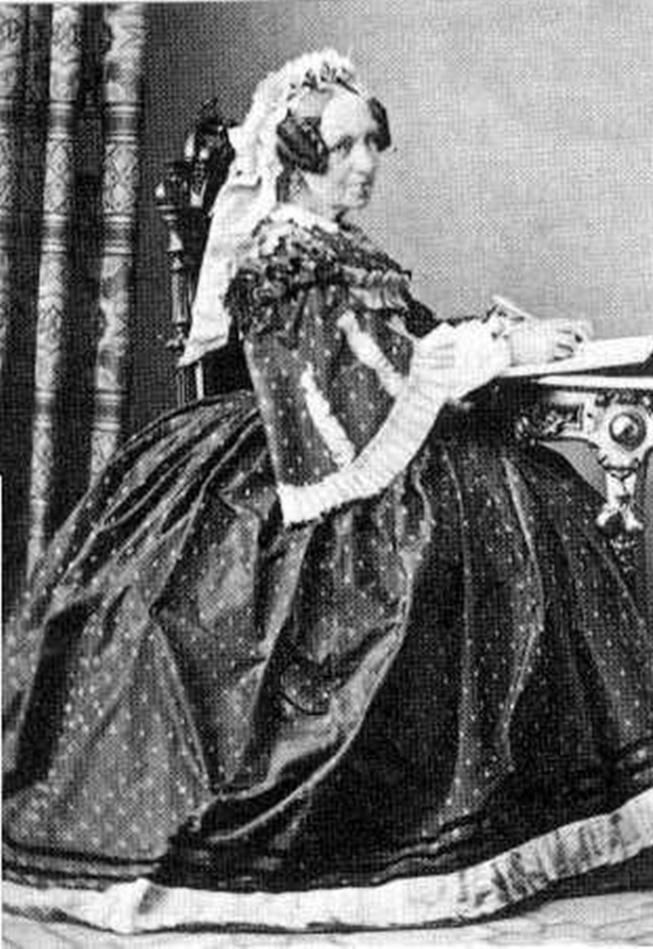
Prințesa Louise Charlotte, 1789

La 10 noiembrie 1810, Louise Charlotte s-a căsătorit la Palatul Amalienborg cu Landgraful Wilhelm de Hesse-Cassel (1787-1867), fiul Landgrafului Frederick de Hesse-Cassel și a Prințesei Caroline de Nassau-Usingen.
Împreună au avut șase copii: 
- Karoline Friederike Marie de Hesse-Kassel (15 august 1811 - 10 mai 1829).
- Marie Louise Charlotte de Hesse-Kassel (9 mai 1814 - 28 iulie 1895). S-a căsătorit cu Prințul Frederic Augustus de Anhalt-Dessau.
- Louise de Hesse (7 septembrie 1817- 29 septembrie 1898).  S-a căsătorit cu regele Christian al IX-lea al Danemarcei.
- Frederic Wilhelm de Hesse (26 noiembrie 1820 - 14 octombrie 1884). Șeful Casei de Hesse-Kassel. S-a căsătorit prima dată cu Marea Ducesă Alexandra Nicolaevna a Rusiei, o fiică a Țarului Nicolae I al Rusiei și a Țarinei Charlotte a Prusiei și a doua oară cu Prințesa Ana a Prusiei.
- Auguste Sophie Friederike de Hesse-Kassel (30 octombrie 1823 - 17 iulie 1899. S-a căsătorit cu baronul Carl Frederik von Blixen-Finecke, Lord de Näsbyholm.
- Sophie Wilhelmine de Hesse-Kassel (18 ianuary - 20 decembrie 1827).